# Eilema minorata
Eilema minorata är en fjärilsart som beskrevs av Fletcher 1957. Eilema minorata ingår i släktet Eilema och familjen björnspinnare. Inga underarter finns listade i Catalogue of Life.